# Yōji Yamada
Pour les articles homonymes, voir Yamada.
Yōji Yamada (山田 洋次, Yamada Yoji) est un scénariste et réalisateur japonais né le 13 septembre 1931 à Toyonaka au Japon. Il est particulièrement connu pour avoir réalisé 48 films parmi les 50 composant la série de films C'est dur d'être un homme et pour sa trilogie Samouraï (Le Samouraï du crépuscule (2002), La Servante et le Samouraï (2004) et Amour et Honneur (2006)).

## Biographie

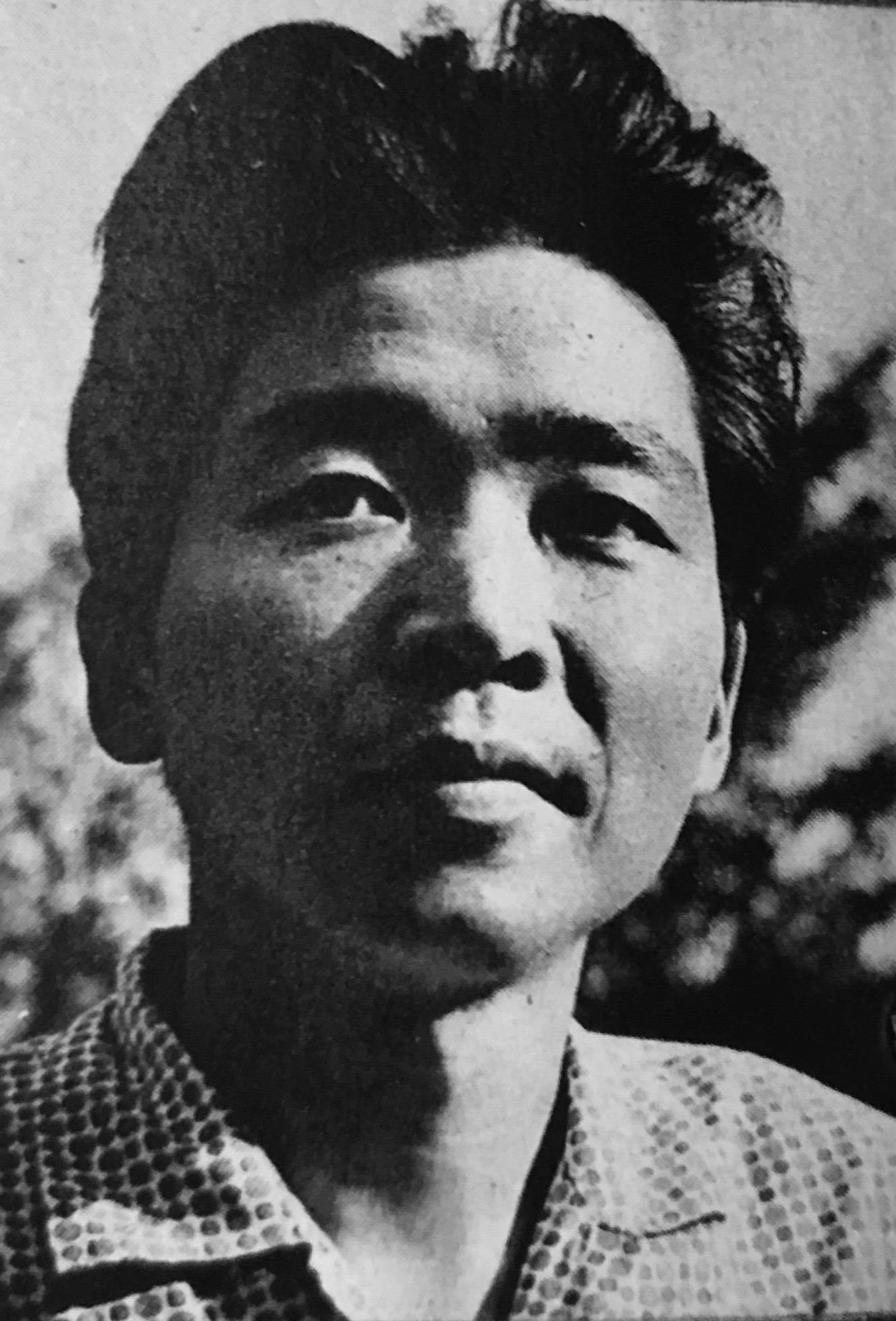
Yōji Yamada en 1962.

Yōji Yamada rejoint la société de production Shōchiku en 1954 après ses études à l'université de Tokyo. Il fait ses débuts de réalisateur avec la comédie L'Étranger du premier étage (二階の他人, Nikai no tanin, 1961), sur un scénario de son mentor, le réalisateur Yoshitarō Nomura.
En 2010, il reçoit la Caméra de la Berlinale à la Berlinale 2010 pour l'ensemble de sa carrière. En 2012, Yamada est honoré de l'ordre de la Culture.

## Filmographie

### Comme réalisateur
La mention « +scénariste » indique que Yōji Yamada est aussi auteur du scénario.

#### Années 1960

Affiche du film Le Vagabond nostalgique (1966).

- 1961 : L'Étranger du premier étage (ja) (二階の他人, Nikai no tanin?) +scénariste
- 1963 : Shitamachi no taiyō (下町の太陽?) +scénariste
- 1964 : Fou à lier (馬鹿まるだし, Baka marudashi?) +scénariste
- 1964 : Le Crétin irresponsable (いいかげん馬鹿, Iikagen baka?) +scénariste
- 1964 : Le Fou conducteur de tanks (馬鹿が戦車でやって来る, Baka ga tanku de yatte kuru?) +scénariste
- 1965 : L'Étendard des brumes (霧の旗, Kiri no hata?)
- 1966 : Si j'avais de la chance (運が良けりゃ, Un ga yokerya?) +scénariste
- 1966 : Le Vagabond nostalgique (なつかしい風来坊, Natsukashii furaibo?) +scénariste
- 1967 : Le Grand Rêve de Kyuchan (九ちゃんのでっかい夢, Kyūchan no dekkai yume?) +scénariste
- 1967 : Élégie de l'amour (愛の讃歌, Ai no sanka?) +scénariste
- 1967 : La Comédie du jeu : tentez votre chance (喜劇一発勝負, Kigeki: Ippatsu shōbu?) +scénariste
- 1968 : La Grande Aventure de Hajime Hana (ハナ肇の一発大冒険, Hana Hajime no ippatsu daiboken?) +scénariste
- 1968 : Un homme si léger qu'il s'envole si on souffle dessus (吹けば飛ぶよな男だが, Fukeba tobuyona otokodaga?) +scénariste
- 1969 : La Comédie du jeu : à tous les coups l'on gagne (喜劇 一発大必勝, Kigeki: Ippatsu daiboken?) +scénariste
- 1969 : C'est dur d'être un homme (男はつらいよ, Otoko wa tsurai yo?) +scénariste
- 1969 : C'est dur d'être un homme : Maman chérie (続・男はつらいよ, Zoku otoko wa tsurai yo?)[3] +scénariste

#### Années 1970
- 1970 : C'est dur d'être un homme : Tora-san est nostalgique (男はつらいよ 望郷篇, Otoko wa tsurai yo: Bōkyō hen?)[4] +scénariste
- 1970 : Une famille (ja) (家族, Kazoku?)[5] +scénariste
- 1971 : C'est dur d'être un homme : Un air de candeur (男はつらいよ 純情篇, Otoko wa tsurai yo: Junjō hen?)[6] +scénariste
- 1971 : C'est dur d'être un homme : Le Bon Samaritain (男はつらいよ 奮闘篇, Otoko wa tsurai yo: Funtō hen?)[7] +scénariste
- 1971 : C'est dur d'être un homme : Une vie simple (男はつらいよ 寅次郎恋歌, Otoko wa tsurai yo: Torajirō koiuta?)[8] +scénariste
- 1972 : C'est dur d'être un homme : Mon cher quartier (男はつらいよ 柴又慕情, Otoko wa tsurai yo: Shibamata bojō?)[9] +scénariste
- 1972 : Kokyō (ja) (故郷?) +scénariste
- 1972 : C'est dur d'être un homme : Rêve éveillé (男はつらいよ 寅次郎夢枕, Otoko wa tsurai yo: Torajirō yumemakura?)[10] +scénariste
- 1973 : C'est dur d'être un homme : Élégie du vagabondage (男はつらいよ 寅次郎忘れな草, Otoko wa tsurai yo: Torajirō wasurenagusa?)[11] +scénariste
- 1973 : C'est dur d'être un homme : Mon Torajirô à moi (男はつらいよ 私の寅さん, Otoko wa tsurai yo: Watashi no tora-san?)[12] +scénariste
- 1974 : C'est dur d'être un homme : La Maladie d'amour (男はつらいよ 寅次郎恋やつれ, Otoko wa tsurai yo: Torajirō koiyatsure?)[13] +scénariste
- 1974 : C'est dur d'être un homme : Les Affres de la paternité (男はつらいよ 寅次郎子守唄, Otoko wa tsurai yo: Torajirō komoriuta?)[14] +scénariste
- 1975 : Harakara (ja) (同胞?) +scénariste
- 1975 : C'est dur d'être un homme : Un parapluie pour deux (男はつらいよ 寅次郎相合い傘, Otoko wa tsurai yo: Torajirō aiaigasa?)[15] +scénariste
- 1975 : C'est dur d'être un homme : Intellectuellement vôtre (男はつらいよ 葛飾立志篇, Otoko wa tsurai yo: Katsushika risshihen?)[16] +scénariste
- 1976 : C'est dur d'être un homme : La Libellule rouge (男はつらいよ 寅次郎夕焼け小焼け, Otoko wa tsurai yo: Torajirō yūyake koyake?)[17]
- 1976 : C'est dur d'être un homme : Pur est le cœur du poète (男はつらいよ 寅次郎純情詩集, Otoko wa tsurai yo: Torajirō junjō shishū?)[18] +scénariste
- 1977 : C'est dur d'être un homme : Mon Seigneur ! (男はつらいよ 寅次郎と殿様, Otoko wa tsurai yo: Torajirō to tonosama?) +scénariste
- 1977 : Les Mouchoirs jaunes du bonheur (幸福の黄色いハンカチ, Shiawase no kiiroi hankachi?)
- 1977 :  C'est dur d'être un homme : L'Entremetteur (男はつらいよ 寅次郎頑張れ!, Otoko wa tsurai yo: Torajirō ganbare!?) +scénariste
- 1978 : C'est dur d'être un homme : Tora-san entre en scène (男はつらいよ 寅次郎わが道をゆく, Otoko wa tsurai yo: Torajirō wagamichi o yuku?) +scénariste
- 1978 : C'est dur d'être un homme : Elle court, elle court la rumeur (男はつらいよ 噂の寅次郎, Otoko wa tsurai yo: Uwasa no Torajirō?) +scénariste
- 1979 : C'est dur d'être un homme : Tora-san ange gardien (男はつらいよ 翔んでる寅次郎, Otoko wa tsurai yo: Tonderu Torajirō?) +scénariste
- 1979 : C'est dur d'être un homme : L'Américain (男はつらいよ 寅次郎春の夢, Otoko wa tsurai yo: Torajirō haru no yume?) +scénariste

#### Années 1980
- 1980 : C'est dur d'être un homme : Okinawa mon amour (男はつらいよ 寅次郎ハイビスカスの花, Otoko wa tsurai yo: Torajirō haibisukasu no hana?) +scénariste
- 1980 : L'Écho de la montagne (遙かなる山の呼び声, Haruka naru yama no yobigoe?) +scénariste
- 1980 : C'est dur d'être un homme : Un drôle de père (男はつらいよ 寅次郎かもめ歌, Otoko wa tsurai yo: Torajirō kamome uta?) +scénariste
- 1981 : C'est dur d'être un homme : Tora-san et la geisha (男はつらいよ 浪花の恋の寅次郎, Otoko wa tsurai yo: Naniwa no koino Torajirō?) +scénariste
- 1981 : C'est dur d'être un homme : La Promesse (男はつらいよ 寅次郎紙風船, Otoko wa tsurai yo: Torajirō kamifūsen?) +scénariste
- 1982 : C'est dur d'être un homme : L'Indécis (男はつらいよ 寅次郎あじさいの恋, Otoko wa tsurai yo: Torajirō ajisai no koi?) +scénariste
- 1982 : C'est dur d'être un homme : Le Conseiller (男はつらいよ 花も嵐も寅次郎, Otoko wa tsurai yo: Hana mo arashi mo Torajirō?) +scénariste
- 1983 : C'est dur d'être un homme : La Chanteuse (男はつらいよ 旅と女と寅次郎, Otoko wa tsurai yo: Tabi to onna to Torajirō?) +scénariste
- 1983 : C'est dur d'être un homme : Priez pour nous Tora-san (男はつらいよ 口笛を吹く寅次郎, Otoko wa tsurai yo: Kuchibue o fuku Torajirō?) +scénariste
- 1984 : C'est dur d'être un homme : Marions-les (男はつらいよ 夜霧にむせぶ寅次郎, Otoko wa tsurai yo: Yogiri ni musebu Torajirō?) +scénariste
- 1984 : C'est dur d'être un homme : Amour interdit (男はつらいよ 寅次郎真実一路, Otoko wa tsurai yo: Torajirō shinjitsu ichiro?) +scénariste
- 1985 : C'est dur d'être un homme : Le Cœur sur la main (男はつらいよ 寅次郎恋愛塾, Otoko wa tsurai yo: Torajirō ren'aijuku?) +scénariste
- 1985 : C'est dur d'être un homme : L'Institutrice (男はつらいよ 柴又より愛をこめて, Otoko wa tsurai yo: Shibamata yori ai o komete?) +scénariste
- 1986 : Prise finale (キネマの天地, Kinema no tenchi?) +scénariste
- 1986 : C'est dur d'être un homme : L'Oiseau bleu du bonheur (男はつらいよ 幸福の青い鳥, Otoko wa tsurai yo: Shiawase no aoi tori?) +scénariste
- 1987 : C'est dur d'être un homme : En route pour Hokkaidō ! (男はつらいよ 知床慕情, Otoko wa tsurai yo: Shiretoko bojō?)
- 1987 : C'est dur d'être un homme : Il était une fois Tora-san (男はつらいよ 寅次郎物語, Otoko wa tsurai yo: Torajirō monogatari?) +scénariste
- 1988 : Espoir et Douleur (ダウンタウン・ヒーローズ, Dauntaun Hiirōzu?) +scénariste
- 1988 : C'est dur d'être un homme : Quelle salade ! (男はつらいよ 寅次郎サラダ記念日, Otoko wa tsurai yo: Torajirō sarada kinenbi?) +scénariste
- 1989 : C'est dur d'être un homme : Détour par Vienne (男はつらいよ 寅次郎心の旅路, Otoko wa tsurai yo: Torajirō kokoro no tabiji?) +scénariste
- 1989 : C'est dur d'être un homme : Mon oncle (男はつらいよ ぼくの伯父さん, Otoko wa tsurai yo: Boku no ojisan?) +scénariste

#### Années 1990
- 1990 : C'est dur d'être un homme : Les Vacances de Tora-san (男はつらいよ 寅次郎の休日, Otoko wa tsurai yo: Torajirō no kyūjitsu?) +scénariste
- 1991 : Musuko (息子?) +scénariste
- 1991 : C'est dur d'être un homme : La Confession (男はつらいよ 寅次郎の告白, Otoko wa tsurai yo: Torajirō no kokuhaku?) +scénariste
- 1992 : C'est dur d'être un homme : C'est dur d'être Tora-san (男はつらいよ 寅次郎の青春, Otoko wa tsurai yo: Torajirō no seishun?) +scénariste
- 1993 : L'École (学校, Gakkō?) +scénariste
- 1993 : C'est dur d'être un homme : La Proposition de mariage (男はつらいよ 寅次郎の縁談, Otoko wa tsurai yo: Torajirō no endan?) +scénariste
- 1994 : C'est dur d'être un homme : La Dame du lac (男はつらいよ 拝啓 車寅次郎様, Otoko wa tsurai yo: Haikei, Kuruma Torajirō-sama?) +scénariste
- 1995 : C'est dur d'être un homme : Tora-san à la rescousse (男はつらいよ 寅次郎紅の花, Otoko wa tsurai yo: Torajirō kurenai no hana?) +scénariste
- 1996 : Gakko II (学校ＩＩ, Gakkō II?) +scénariste
- 1996 : Niji o tsukamu otoko (虹をつかむ男?)
- 1997 : C'est dur d'être un homme : Retour à Okinawa (男はつらいよ 寅次郎ハイビスカスの花 特別篇, Otoko wa tsurai yo: Torajirō haibisukasu no hana tokubetsuhen?) +scénariste
- 1997 : Niji o tsukamu otoko: Nangoku funtōhen (虹をつかむ男 南国奮斗篇?) +scénariste
- 1998 : Gakko III (学校ＩＩＩ?) +scénariste

#### Années 2000
- 2000 : 15-Sai: Gakko IV (十五才 学校ＩＶ?) +scénariste
- 2002 : Le Samouraï du crépuscule (たそがれ清兵衛, Tasogare seibei?) +scénariste
- 2004 : La Servante et le Samouraï (隠し剣 鬼の爪, Kakushi ken oni no tsume?) +scénariste
- 2006 : Amour et Honneur (武士の一分, Bushi no ichibun?)
- 2008 : Kabei, notre mère (母べえ, Kābē?)

#### Années 2010
- 2010 : Otōto (ja) (おとうと?)
- 2013 : Tokyo kazoku (東京家族, Tōkyō kazoku?)
- 2014 : La Maison au toit rouge (小さいおうち, Chiisai o-uchi?)
- 2015 : Haha to kuraseba (母と暮せば?)
- 2016 : Kazoku wa tsurai yo (ja) (家族はつらいよ?)
- 2017 : Kazoku wa tsurai yo 2 (家族はつらいよ2?)
- 2018 : Tsuma yo bara no yō ni: Kazoku wa tsurai yo III (妻よ薔薇のように 家族はつらいよIII?)
- 2019 : C'est dur d'être un homme : Tora-san pour toujours (男はつらいよ お帰り 寅さん, Otoko wa tsurai yo: Okaeri Tora-san?)[19],[20] +scénariste

#### Années 2020
- 2021 : Kinema no kamisama (キネマの神様?)

### Comme scénariste
- 1960 : Kiiroi sakurambo (黄色いさくらんぼ?) de Yoshitarō Nomura
- 1961 : Le Foyer zéro (ゼロの焦点, Zero no shōten?) de Yoshitarō Nomura
- 1961 : Koi no gashū (恋の画集?) de Yoshitarō Nomura
- 1964 : Zoku haikei Tennō heika-sama (続・拝啓天皇陛下様?) de Yoshitarō Nomura
- 1966 : Danryū (暖流?) de Yoshitarō Nomura
- 1966 : Ohana han (おはなはん?) de Yoshitarō Nomura
- 1966 : Ohana han: Dainibu (おはなはん 第二部?) de Yoshitarō Nomura
- 1967 : Onna no isshō (女の一生?) de Yoshitarō Nomura
- 1968 : Requiem pour un massacre (みな殺しの霊歌, Minagoroshi no reika?) de Tai Katō
- 1970 : C'est dur d'être un homme : Le Grand Amour (男はつらいよ フーテンの寅, Otoko wa tsurai yo: Fūten no Tora?) d'Azuma Morisaki (en)[21] d'Azuma Morisaki (en)
- 1970 : C'est dur d'être un homme : Le Millionnaire (新・男はつらいよ, Shin otoko wa tsurai yo?) de Shun'ichi Kobayashi (ja)[22] de Shun'ichi Kobayashi (ja)
- 1971 : Kigeki onna wa otoko no furusatoyo (喜劇 女は男のふるさとヨ?) d'Azuma Morisaki (en)
- 1974 : Le Vase de sable (砂の器, Suna no utsuwa?) de Yoshitarō Nomura
- 1976 : Futari no iida (ふたりのイーダ?) de Zenzō Matsuyama
- 1988 : Tsubaki hime (椿姫?) de Yoshitaka Asama
- 1988 : Tsuribaka nisshi (釣りバカ日誌?) de Tomio Kuriyama
- 1989 : Tsuribaka nisshi 2 (釣りバカ日誌２?) de Tomio Kuriyama
- 1990 : Tsuribaka nisshi 3 (釣りバカ日誌３?) de Tomio Kuriyama
- 1991 : Tsuribaka nisshi 4 (釣りバカ日誌４?) de Tomio Kuriyama
- 1992 : Tsuribaka nisshi 5 (釣りバカ日誌５?) de Tomio Kuriyama
- 1993 : Tsuribaka nisshi 6 (釣りバカ日誌６?) de Tomio Kuriyama
- 1994 : Tsuribaka nisshi supesharu (釣りバカ日誌スペシャル?) d'Azuma Morisaki
- 1994 : Tsuribaka nisshi 7 (釣りバカ日誌７?) de Tomio Kuriyama
- 1996 : Tsuribaka nisshi 8 (釣りバカ日誌８?) de Tomio Kuriyama
- 1997 : Tsuribaka nisshi 9 (釣りバカ日誌９?) de Tomio Kuriyama
- 1997 : Shin sarariiman senka (新サラリーマン専科?) de Yūzō Asahara
- 1998 : Tsuribaka nisshi 10 (釣りバカ日誌１０?) de Tomio Kuriyama
- 1998 : Hana no oedo no tsuribaka nisshi (花のお江戸の釣りバカ日誌?) de Tomio Kuriyama
- 2000 : Tsuribaka nisshi: 11 (釣りバカ日誌イレブン?) de Katsuhide Motoki
- 2001 : Tsuribaka nisshi 12: Shijo saidai no kyuka (釣りバカ日誌１２ 史上最大の有給休暇?) de Katsuhide Motoki
- 2002 : Tsuribaka nisshi 13: Hama-chan kiki ippatsu! (釣りバカ日誌１３ ハマちゃん危機一髪！?) de Katsuhide Motoki
- 2003 : Tsuribaka nisshi 14 (釣りバカ日誌１４ お遍路大パニック！?) de Yūzō Asahara
- 2004 : Tsuribaka nisshi 15: Hama-chan ni asu wa nai? (１５ ハマちゃんに明日はない！？?) de Yūzō Asahara
- 2005 : Tsuribaka nisshi 16 (釣りバカ日誌１６?) de Yūzō Asahara
- 2006 : Tsuribaka nisshi 17 (釣りバカ日誌１７?) de Yūzō Asahara
- 2006 : Deguchi no nai umi (出口のない海?) de Kiyoshi Sasabe.

## Distinctions
Sauf indication contraire, les informations mentionnées dans cette section peuvent être confirmées par la base de données cinématographiques IMDb,  présente dans la section « Liens externes ».

### Récompenses
- Récipiendaire du prix Asahi en 1996
- Asian Film Awards :
  - prix spécial pour l'ensemble de sa carrière en 2008
- Japan Academy Prize :
  - prix du meilleur réalisateur et du meilleur scénario pour Les Mouchoirs jaunes du bonheur et la série C'est dur d'être un homme en 1978[23]
  - prix du meilleur scénario pour L'Écho de la montagne et C'est dur d'être un homme : Okinawa mon amour en 1981
  - prix spécial en 1983
  - prix du meilleur réalisateur et du meilleur scénario pour L'École et Otoko wa tsurai yo: Torajirō no endan en 1994
  - prix du meilleur réalisateur et du meilleur scénario pour Le Samouraï du crépuscule en 2003
- Berlinale :
  - 2010 : Caméra de la Berlinale à la Berlinale 2010[2]
- Blue Ribbon Awards :
  - prix du meilleur réalisateur pour Un ga yokerya en 1967
  - prix du meilleur film et du meilleur réalisateur pour Les Mouchoirs jaunes du bonheur en 1978
  - prix du meilleur film pour Le Samouraï du crépuscule en 2003
- Hawaii International Film Festival :
  - Golden Maile Award pour Le Samouraï du crépuscule en 2003
- Hōchi Film Awards :
  - prix du meilleur film pour Les Mouchoirs jaunes du bonheur en 1977
  - prix du meilleur film pour Musuko en 1991
  - prix du meilleur film pour Le Samouraï du crépuscule en 2002
- Festival international du film de Jeonju :
  - Netpac Award pour Tokyo kazoku en 2014
- Kinema Junpō Awards :
  - du meilleur film et meilleur réalisateur pour Une famille et meilleur scénario pour Une famille et C'est dur d'être un homme : Tora-san est nostalgique en 1971[24]
  - du meilleur scénario et prix des lecteurs pour Le Vase de sable en 1975[24]
  - du meilleur film, meilleur réalisateur, meilleur scénario et prix des lecteurs pour Les Mouchoirs jaunes du bonheur en 1978[24]
  - du meilleur film et meilleur réalisateur pour Musuko en 1992[25]
  - du meilleur film, meilleur réalisateur et meilleur scénario pour Le Samouraï du crépuscule en 2003
- Prix du film Mainichi :
  - du meilleur réalisateur pour Kigeki: Ippatsu daiboken, C'est dur d'être un homme et C'est dur d'être un homme : Maman chérie en 1970[26]
  - du meilleur film pour Une famille et du meilleur scénario pour Une famille et C'est dur d'être un homme : Tora-san est nostalgique en 1971[27]
  - du meilleur réalisateur pour C'est dur d'être un homme : Un air de candeur, C'est dur d'être un homme : Le Bon Samaritain et C'est dur d'être un homme : Une vie simple en 1972[28]
  - du meilleur réalisateur pour C'est dur d'être un homme : Élégie du vagabondage et C'est dur d'être un homme : Rêve éveillé et du meilleur scénario pour C'est dur d'être un homme : Élégie du vagabondage en 1974[29]
  - du meilleur scénario pour Le Vase de sable en 1975[30]
  - du meilleur film, meilleur réalisateur et du meilleur scénario pour Les Mouchoirs jaunes du bonheur en 1978[31]
  - du meilleur film, meilleur réalisateur et prix des lecteurs pour Musuko en 1992[32]
  - du meilleur film pour L'École en 1994[33]
  - du meilleur scénario pour 15-Sai: Gakko IV en 2001[34]
  - du meilleur film pour Le Samouraï du crépuscule en 2003[35]
- Nikkan Sports Film Awards :
  - du meilleur réalisateur pour Musuko en 1991
  - du meilleur réalisateur pour Le Samouraï du crépuscule en 2002
  - Prix Yūjirō Ishihara pour Amour et Honneur en 2007
- Festival international du film de Shanghai :
  - coupe d'or du meilleur réalisateur pour Gakko III en 1999
- Festival international du film de Tokyo :
  - Akira Kurosawa Award en 2004
  - Samurai Award en 2015
- Udine Far East Film Festival :
  - prix du public pour Le Samouraï du crépuscule en 2004
- Festival international du film de Valladolid :
  - Épi d'or du meilleur film pour Tokyo kazoku en 2013.

### Nominations et sélections
- Japan Academy Prize :
  - prix du meilleur réalisateur pour C'est dur d'être un homme : Tora-san entre en scène et C'est dur d'être un homme : Elle court, elle court la rumeur en 1979
  - prix du meilleur réalisateur pour L'Écho de la montagne et C'est dur d'être un homme : Okinawa mon amour en 1981
  - prix du meilleur réalisateur pour Prise finale et C'est dur d'être un homme : L'Institutrice et du meilleur scénario pour Prise finale en 1987
  - prix du meilleur réalisateur pour Espoir et Douleur et C'est dur d'être un homme : Il était une fois Tora-san et C'est dur d'être un homme : La Confession et du meilleur scénario pour Espoir et Douleur, C'est dur d'être un homme : Il était une fois Tora-san et Tsubaki hime en 1989
  - prix du meilleur réalisateur pour Musuko et du meilleur scénario (conjointement avec Yoshitaka Asama) pour Musuko et C'est dur d'être un homme : La Confession en 1992[36]
  - prix du meilleur réalisateur et du meilleur scénario pour Gakko II en 1997
  - prix du meilleur réalisateur et du meilleur scénario pour Gakko III en 1999
  - prix du meilleur réalisateur et du meilleur scénario pour 15-Sai: Gakko IV en 2001
  - prix du meilleur réalisateur et du meilleur scénario pour La Servante et le Samouraï en 2005
  - prix du meilleur réalisateur et du meilleur scénario pour Amour et Honneur en 2007
  - prix du meilleur réalisateur et du meilleur scénario pour Kabei, notre mère en 2009
  - prix du meilleur scénario pour La Maison au toit rouge en 2015
  - prix du meilleur scénario pour Nagasaki : Mémoires de mon fils en 2016
  - prix du meilleur scénario pour What a Wonderful Family! en 2017
  - prix du meilleur scénario pour Kazoku wa tsurai yo 2 en 2018
- Berlinale :
  - en compétition pour l'ours d'or à la Berlinale 1989 pour Espoir et Douleur
  - en compétition pour l'ours d'or à la Berlinale 2003 pour Le Samouraï du crépuscule
  - en compétition pour l'ours d'or à la Berlinale 2005 pour La Servante et le Samouraï
  - en compétition pour l'ours d'or à la Berlinale 2008 pour Kabei, notre mère
  - en compétition pour l'ours d'or à la Berlinale 2014 pour La Maison au toit rouge
- Festival international du film de Chicago :
  - prix Gold Hugo du meilleur film pour Le Samouraï du crépuscule en 2003
- Chlotrudis Awards :
  - prix du meilleur scénario adapté pour Le Samouraï du crépuscule en 2005
- Cinema Writers Circle Awards :
  - prix du meilleur film étranger pour Tokyo kazoku en 2014
- Cinemanila International Film Festival :
  - prix Lino Brocka pour Amour et Honneur en 2007
- Festival international du film de Moscou :
  - prix d'or pour Otoko wa tsurai yo: Torajirō shinjitsu ichiro en 1985
- Festival international du film de Shanghai :
  - coupe d'or du meilleur film pour Amour et Honneur en 2007
  - coupe d'or du meilleur film pour Gakko III en 1999
- Festival international du film de Valladolid :
  - Épi d'or du meilleur film pour La Servante et le Samouraï en 2005
  - Épi d'or du meilleur film pour What a Wonderful Family! en 2016
- Mostra de Venise :
  - en compétition pour le Lion d'or à la Mostra de Venise 1986 pour Prise finale.